# Екстазі (фільм)
«Екстазі» — канадський кінофільм режисера Роба Хейдона, що вийшов на екрани в 2011 році.

## Зміст
Ллойд із головою поринув у світ доступних дівиць, наркотиків і розгульних нічних клубів. На життя він підробляє роботою у команді місцевого наркоділка. Та одного разу герой зустрічає дівчину, яка змушує його переоцінити свою діяльність і спробувати розірвати порочне коло. Природно, це не так просто, як здається на перший погляд.

## Ролі
| Актор               | Роль |
| ------------------- | ---- |
| Адам Синклер        | -    |
| Крістін Кройк       | -    |
| Біллі Бойд          | -    |
| Карло Рота          | -    |
| Керам Малікі-Санчес | -    |
| Наталі Браун        | -    |
| Олівія Андруп       | -    |
| Стівен МакХетті     | -    |
| Дін МакДермотт      | -    |
| Колін Мохро         | -    |

## Знімальна група
- Режисер — Роб Хейдон
- Сценарист — Роб Хейдон, Бен Такер, Ірвін Уелш
- Продюсер — Роб Хейдон, Флоріан Даргель, Норман Еванс
- Композитор — Крейг МакКоннелл